# Нидерланды на зимних Олимпийских играх 1980
Нидерланды принимали участие в Зимних Олимпийских играх 1980 года в Лейк-Плесид (США) в одиннадцатый раз за свою историю, и завоевали одну золотую, две серебряные и одну бронзовую медали. Сборную страны представляли 4 женщины.

## Медалисты
| Медаль  | Спортсмен    | Вид спорта         | Дисциплина        |
| ------- | ------------ | ------------------ | ----------------- |
| Золото  | Анни Боркинк | Конькобежный спорт | Женщины, 1500 м   |
| Серебро | Риа Виссер   | Конькобежный спорт | Женщины, 1500 м   |
| Серебро | Пит Клейне   | Конькобежный спорт | Мужчины, 10 000 м |
| Бронза  | Лиуве де Бур | Конькобежный спорт | Мужчины, 500 м    |